# Schrankia erromanga
Schrankia erromanga är en fjärilsart som beskrevs av Holloway 1977. Schrankia erromanga ingår i släktet Schrankia och familjen nattflyn. Inga underarter finns listade.